# 树灰藓
树灰藓（学名：Hypnodendron reinwardtii）为树灰藓科树灰藓属下的一个种。